# Deborah van Daelen
Deborah van Daelen (ur. 24 marca 1989 roku w Zwolle) – holenderska siatkarka, reprezentantka kraju, grająca na pozycji środkowej i przyjmującej. Od sezonu 2015/2016 występuje w drużynie VC Stuttgart.

## Sukcesy klubowe
Mistrzostwo Holandii:
- 2011
- 2010
- 2009

Puchar Holandii:
- 2011

Mistrzostwo Niemiec:
- 2019
- 2016, 2017, 2018

Superpuchar Niemiec:
- 2016

Puchar Niemiec:
- 2017